# Royal Small Arms Factory
La Royal Small Arms Factory (RSAF) era una fabbrica d'armi di proprietà del governo britannico situate nel London Borough of Enfield in un'area generalmente nota come Lea Valley (valle del fiume Lea).
Iniziò la produzione nel 1816, e fabbricò fucili militari, moschetti, spade e altri armamenti fino al 1988, anno della sua chiusura, anche se buona parte delle lavorazioni vennero spostate in altri siti.

## Storia

### La posizione e la creazione
La fabbrica venne costruita a Enfield Lock, su di un'isola nelle paludi che fiancheggiava il fiume Lea, secondo le istruzioni del Board of Ordnance verso la fine delle Guerre napoleoniche. Il terreno fu acquistato nel 1812 e la fabbrica completata nel 1816. Il sito presentava il vantaggio di disporre della possibilità di sfruttare il fiume come forza motrice per far funzionare i macchinari, ed usare il River Lee Navigation (un canale che si diparte dal Lea) per il trasporto sia delle materie prime che dei prodotti finiti fino al Tamigi ed al porto di Londra, distante 15 miglia. Vennero acquistati anche terreni agricoli nelle vicinanze per trasformarli in area di test per gli esplosivi messi a punto dalla Royal Gunpowder Mill.
L'ambizioso progetto originale includeva tre stabilimenti, ma alla fine si decise di costruirne uno soltanto dotato di due enormi ruote idrauliche, alimentate da un canale appositamente scavato.
Nel 1816 la sezione che si occupava della costruzione delle canne venne trasferita dalla fabbrica di Lewisham e nel 1818 anche le sezioni relative agli otturatori ed alla finitura vennero spostate qui, permettendo la chiusura di Lewisham. Nel 1823 venne creata una sezione per la fabbricazione delle spade.

### La guerra di Crimea e le nuove tecnologie
La fabbrica nel 1831 rischiò di essere chiusa, e continuò poi a lavorare a basso regime fino allo scoppio della guerra di Crimea, che provocò un grande incremento della produzione.
Nel 1856 venne messo a punto una linea di produzione meccanizzata e funzionante grazie ad un Motore a vapore, su progetto di John Anderson secondo modalità già adottate negli Stati Uniti. La potenza produttiva venne incrementata di 1000 volte, e, nel 1860, veniva prodotta una media di 1744 fucili la settimana.
Nel 1866 anche le ruote idrauliche vennero sostituite da motori a vapore, il cui numero totale divenne di sedici; nel 1887 la fabbrica impiegava 2400 persone.
La produzione dei nuovi fucili progettati da James Paris Lee iniziò nel 1889 (Lee-Metford). Il celebre Lee-Enfield. che sarebbe rimasto in uso per più di mezzo secolo, venne messo a punto nel 1895.

### Dal XX secolo ad oggi
La fabbrica si espanse ancora durante la prima e la seconda guerra mondiale. Nel corso di quest'ultima due nuovi stabilimenti, collocate in aree meno soggette a bombardamenti, vennero realizzati per produrre armi progettate dalla RSAF Enfield: ROF Fazakerley e ROF Maltby (ROF è l'acronimo di ‘'Royal Ordnance Factories'’ nome che comprende tutte le fabbriche che si occupano della produzione di armi per il governo britannico), entrambi sono stati chiusi da tempo.
Nel dopoguerra la produzione diminuì drasticamente; e nel 1963 metà del sito venne dismesso.
La Royal Small Arms Factory venne privatizzata nel 1984 insieme a molte altre appartenenti alla Royal Ordnance Factory venendo infine acquisita dalla British Aerospace (BAe), che decise di chiudere definitivamente il sito nel 1988.

## Prodotti principali
Quasi tutte le armi prodotte e/o progettate dalla Royal Small Arms Factory, riportano la parola Enfield o le lettere EN nel loro nome;

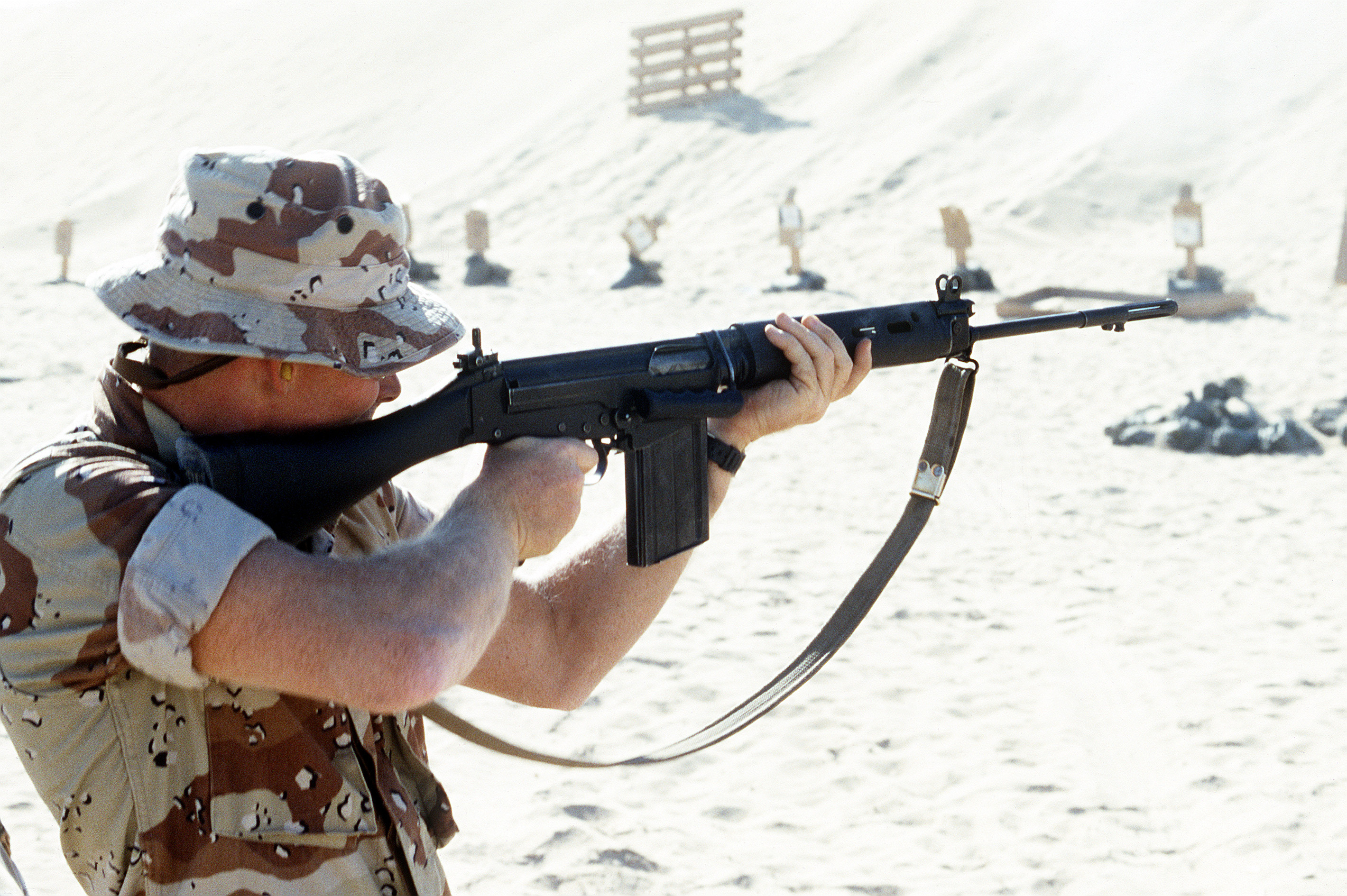
US Marine fa fuoco con un fucile L1A1e

- Fucile Baker: progettato nel 1800, costruito anche in altri stabilimenti.
- Fucile Brunswick: prodotto dal 1836 al 1885.
- Enfield Pattern 1853 Rifle-Musket che usava la Pallottola Minié.
- Fucile Snider-Enfield (1866): una versione a retrocarica del 1853 Enfield.
- Fucile Martini-Henry: a retrocarica azionato da una leva, costruito dal 1871 al 1891.
- Revolver Enfield: due versioni principali, prodotta dal 1880 al 1957.
- Fucile Martini-Enfield (1895): conversione del Martini-Henry al calibro .303.
- Fucile Lee-Enfield che utilizzava il sistema a otturatore girevole-scorrevole messo a punto da James Paris Lee. Ebbe 13 varianti dal 1894 al 1957.
- Fucile Pattern 1914 Enfield: inteso come sostituto del Lee-Enfield, principalmente usato dai tiratori scelti durante la prima guerra mondiale.
- Bren (Brno + Enfield), .303 Mitragliatrice leggera realizzata dal 1935.
- Sten (Shepherd, Turpin + Enfield) 9 mm Mitra dal 1941 al 1953
- Cannone Polsten versione a basso costo del 20 mm Oerlikon dal 1944.
- Taden gun (1951): arma automatica sperimentale che utilizzava I proiettili calibro .280
- Fucile EM-1 (1951): fucile d'assalto bullpup sperimentale calibro. 280
- Fucile EM-2 (1951): fucile d'assalto bullpup sperimentale calibro. 280
- Cannone ADEN (Armament Development Establishment + Enfield): Cannone revolver da 30 mm per aerei, entrato in servizio nel 1954.
- Fucile da battaglia L1A1, versione inglese del FN FAL calibro 7.62mm, dal 1954.
- Fucile L42A1, conversione del Lee-Enfield mk. 4 in un fucile di precisione, calibro 7.62 mm, entrato in servizio nel 1970.
- Cannone RARDEN, (Royal Armament Research and Development Establishment + Enfield): Cannone automatico da 30 mm per autoblindo, entrato in servizio nel 1971.
- Fucile d'assalto SA80 (L85) (1987).

La RSAF era celebre per la sua Pattern Room che conteneva una collezione, di tutte le armi prodotte.. La collezione è oggi conservata al Royal Armouries Museum, di Leeds.

## Chiusura e riutilizzo del sito

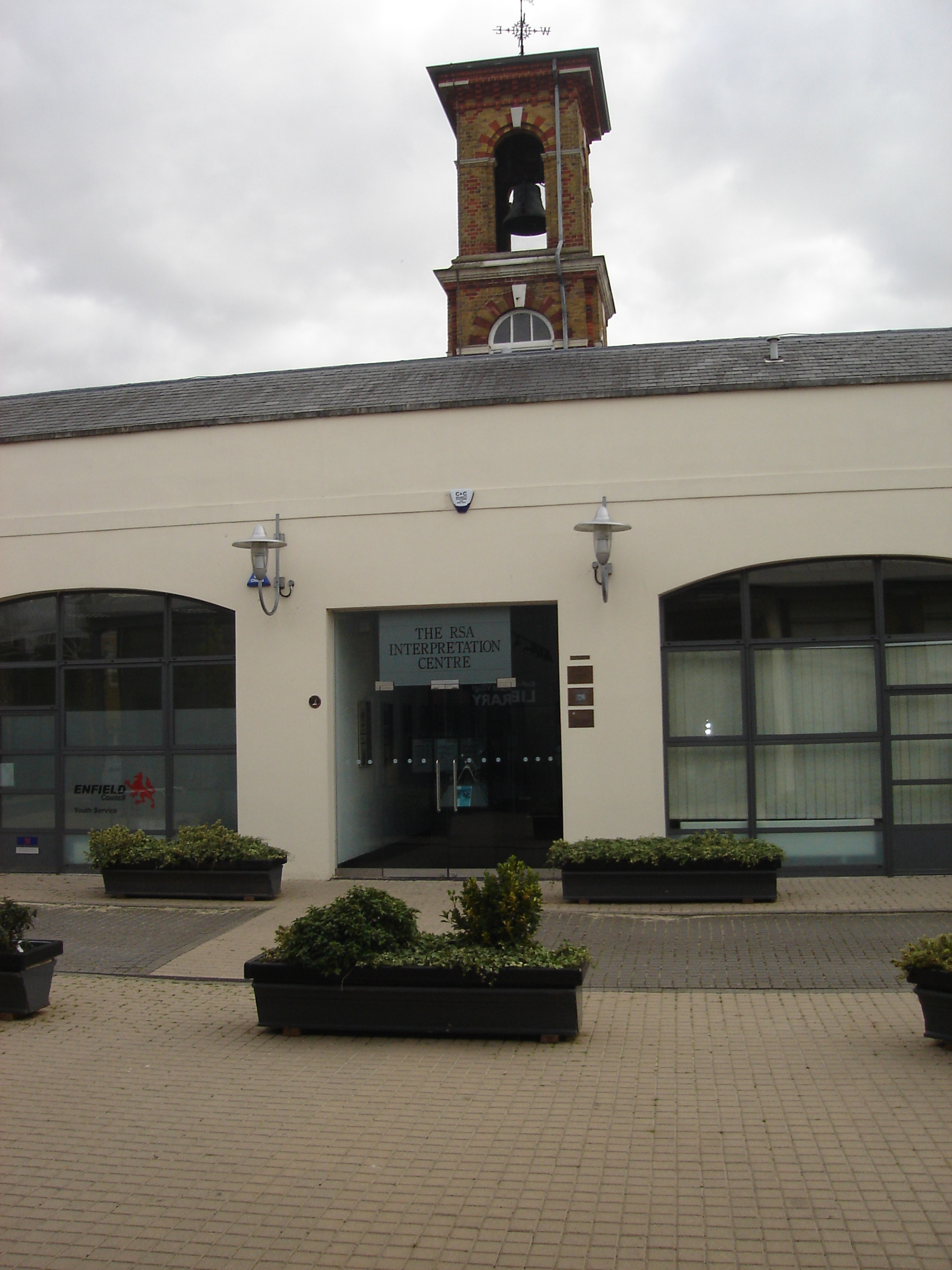
RSAF Interpretation centre

Il 12 agosto 1987 venne annunciate la chiusura, poco dopo la privatizzazione, e lo stabilimento venne chiuso nel 1988; i macchinari furono venduti all'asta nel novembre dello stesso anno. La BAe formò una joint venture con la Trafalgar House per il recupero del sito.
La maggior parte dell'ex- fabbrica è ora occupata da una zona abitativa denominata Enfield Island Village. L'originale sala macchine con la facciata in mattoni e le parti più antiche della struttura posteriore sono state conservate e trasformate in laboratorio e shopping-centre ed utilizzate dalla Enfield Enterprise Agency, un'agenzia dell'unione europea (ERDF). Gli edifici ospitano anche l' ‘'RSAF Interpretation centre'’.
Il pub The Rifles originariamente noto come Royal Small Arms Tavern venne chiuso, in seguito ad un vasto incendio che ne aveva danneggiato le strutture, nel 2004.